# Hrvoje Ćustić
Hrvoje Ćustić (21 de outubro de 1983 – 3 de abril de 2008) foi um jogador de futebol croata que jogou como meio-campista.

## Carreira
Ćustić começou a sua carreira profissional pelo NK Zadar, em 2000, e também passou duas temporadas jogando pelo NK Zagreb , entre 2005 e 2007, antes de voltar pro Zadar no verão de 2007, em um contrato de quatro anos.

## Seleção Croata
Entre 2004 e 2005, jogou pela seleção sub-21 da Croácia, totalizando 7 partidas.

## Morte
Nos minutos iniciais da partida de seu clube contra o HNK Cibalia pela primeira divisão croata, em 29 de Março de 2008, Ćustić sofreu ferimentos graves na cabeça depois de colidir com um muro de concreto, posicionado a cerca de três metros da linha lateral, apoiando a cerca que separa o campo das arquibancadas. Segundos antes, Ćustić tentou ganhar uma bola solta em um duelo com um jogador adversário, mas, em seguida, ambos os jogadores se chocaram e Ćustić foi levado contra a parede, batendo com a sua cabeça.
Ele foi imediatamente transportado para o hospital local e foi submetido a uma cirurgia na noite seguinte. Depois da cirurgia, ele estava em coma induzido e seu estado manteve-se estável até 2 de abril de 2008, até que uma suposta infecção causou um rápido aumento em sua temperatura corporal. Sua condição imediatamente se agravou e, no início da tarde de 3 de abril de 2008, o hospital confirmou que sofrera com morte cerebral às 11:51 CET naquele dia. Depois de sua morte, todos os jogos da liga croata, agendados pro fim de semana seguinte, foram adiados.

## Vida pessoal
Antigo colega de time no NK Zadar, o goleiro croata Danijel Subašić, do Mônaco, usa a imagem de Hrvoje debaixo de sua camisa durante os jogos.